# ダブル・ヴィジョン (フォリナーのアルバム)
| 専門評論家によるレビュー | 専門評論家によるレビュー |
| レビュー・スコア         | レビュー・スコア         |
| 出典                     | 評価                     |
| ------------------------ | ------------------------ |
| Allmusic                 | [ 1 ]                    |
| Robert Christgau         | (C-)                     |

『ダブル・ヴィジョン』 (Double Vision) は、イギリス人・アメリカ人のロックバンド、フォリナーが1978年にリリースした2枚目のスタジオ・アルバム。
バンドの代表曲で、Billboard Hot 100で最高3位となった「ホット・ブラッディッド」が収録されている。タイトルとなった「ダブル・ヴィジョン」もヒット曲となり、最高2位まで達した。
「ホット・ブラッディッド」は、『ギターヒーロー・ワールドツアー』や『ロックバンド3』といったリズム・ゲームのダウンロード・コンテンツになっている。「蒼い朝」も『ロックバンド』シリーズでダウンロード可能である。
「トラモンテイン」は、フォリナーのスタジオ・アルバムでリリースされた唯一のインストゥルメンタルである。

## 収録曲
1. ホット・ブラッディッド - "Hot Blooded" – 4:29
作詞・作曲: ルー・グラム、ミック・ジョーンズ
2. 蒼い朝 - "Blue Morning, Blue Day" – 3:12
作詞・作曲: ジョーンズ、グラム
3. 君は僕のすべて - "You're All I Am" – 3:24
作詞・作曲: ジョーンズ
4. バック・ホエアー・ユー・ビロング - "Back Where You Belong" – 3:15
作詞・作曲: ジョーンズ
5. ラヴ・ハズ・テイクン・イッツ・トウル - "Love Has Taken Its Toll" – 3:31
作詞・作曲: グラム、イアン・マクドナルド
6. ダブル・ヴィジョン - "Double Vision" – 3:44
作詞・作曲: ジョーンズ、グラム
7. トラモンテイン - "Tramontane" – 3:55
作詞・作曲: アル・グリーンウッド、ジョーンズ、マクドナルド。インストゥルメンタル
8. 待ちくたびれて - "I Have Waited So Long" – 4:06
作詞・作曲: ジョーンズ
9. 寂しき子供達 - "Lonely Children" – 3:37
作詞・作曲: ジョーンズ
10. スペルバインダー - "Spellbinder" – 4:49
作詞・作曲: グラム、ジョーンズ

### 2002年再リリース盤・ボーナストラック
1. ホット・ブラッディッド (ライブ) - "Hot Blooded" (Live at Anaheim, 1982) – 6:57
2. ラヴ・メイカー (ライブ) - "Love Maker" (Live at Chicago, 1977) – 6:48

## パーソネル

### フォリナー
- ルー・グラム - リード・ボーカル、パーカッション
- ミック・ジョーンズ - ギター、ピアノ、バック・ボーカル、リード・ボーカル (4、8)
- イアン・マクドナルド - ギター、キーボード、管楽器、バック・ボーカル
- アル・グリーンウッド - キーボード
- エド・ガリアルディ - ベース、バック・ボーカル
- デニス・エリオット - ドラム

### アディショナル・ミュージシャン
- イアン・ロイド - バック・ボーカル
- デヴィッド・ペイチ - ストリング・アレンジ

## チャート
アルバム
| チャート (1978年)                                         | 最高位 |
| --------------------------------------------------------- | ------ |
| オーストラリア・アルバム (ケント・ミュージック・レポート) | 13     |
| カナダ (RPM)                                              | 3      |
| 日本・アルバム (オリコン)                                 | 61     |
| ニュージーランド (RMNZ)                                   | 32     |
| UK アルバムズ (OCC)                                       | 32     |
| US Billboard 200                                          | 3      |

シングル - Billboard Hot 100
| 年   | タイトル               | チャート         | 最高位 |
| ---- | ---------------------- | ---------------- | ------ |
| 1978 | ダブル・ヴィジョン     | ポップ・シングル | 2      |
| 1978 | ホット・ブラッディッド | ポップ・シングル | 3      |
| 1979 | 蒼い朝                 | ポップ・シングル | 15     |

## 認定
| 国/地域                    | 認定        | 認定/売上数 |
| -------------------------- | ----------- | ----------- |
| カナダ (Music Canada)      | 2× Platinum | 200,000^    |
| アメリカ合衆国 (RIAA)      | 7× Platinum | 7,000,000^  |
| ^ 認定のみに基づく出荷枚数 |             |             |

## 国内カバー
- 西城秀樹 - 『BIG GAME'80 HIDEKI』 ※「待ちくたびれて : I Have Waited So Long」Record-1 SIDE B1